# TMS370
TMS370 é um microcontrolador VLSI de 8 bits criado pela Texas Instruments para projetos de baixa complexidade. Possuem RAM, EEPROM em diversos tamanhos e a memória de programação pode ser encontrada como ROM, EPROM OTP ou SE-Reprogramável.
A família TMS370 é uma linha de produtos muito madura projetado com um requisito para a cobertura de falhas em 99%.
Pode ser usado em diversos projetos sendo eles: controle motor, controladores de temperatura, processo, instrumentação Médica, sistemas de segurança, telecopiadoras, sistemas de navegação veicular e de diagnósticos.